# Ángel R. Cabada (Veracruz)
Ángel R. Cabada es una localidad del estado mexicano de Veracruz. Es cabecera del municipio de Ángel R. Cabada. La localidad fue nombrada en honor al químico Ángel R. Cabada.

## Demografía
| Censo | Población |
| ----- | --------- |
| 1900  | 56        |
| 1910  | 2 273     |
| 1921  | —         |
| 1930  | 1 425     |
| 1940  | 1 430     |
| 1950  | 2 299     |
| 1960  | 3 229     |
| 1970  | 6 023     |
| 1980  | 9 585     |
| 1990  | 11 082    |
| 1995  | 11 689    |
| 2000  | 10 830    |
| 2005  | 11 901    |
| 2010  | 12 033    |
| 2020  | 13 225    |